# Strada R504 (Russia)

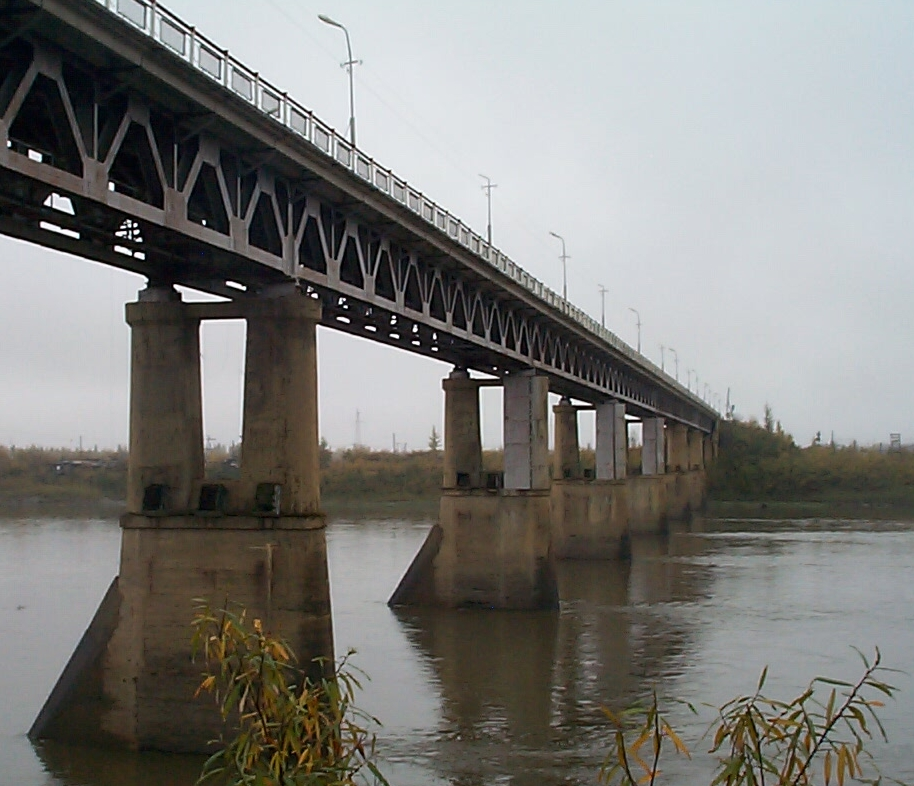
Il ponte sulla Kolyma

La strada R504 «Kolyma», nota anche come strada delle Ossa, è una strada federale russa di collegamento fra le città di Magadan, sul mare di Ochotsk, e Nižnij Bestjach, situata sulla riva orientale della Lena di fronte a Jakutsk, che si trova sulla sponda opposta, dove si collega con la strada A360 Lena (ex M56).
La strada Kolyma è lunga 2.032 km, di cui 1197 km sul territorio della Sacha-Jakuzia e 835 km nell'oblast' di Magadan. L'arteria attraversa gli insediamenti di Tjungjulju, Čurapča, Ytyk-Kjuël', Chandyga, Ust'-Nera, Artyk, Kadykčan, Susuman, Jagodnoe, Debin, Orotukan, Mjakit, Atka, Palatka e termina a Magadan.

## Storia

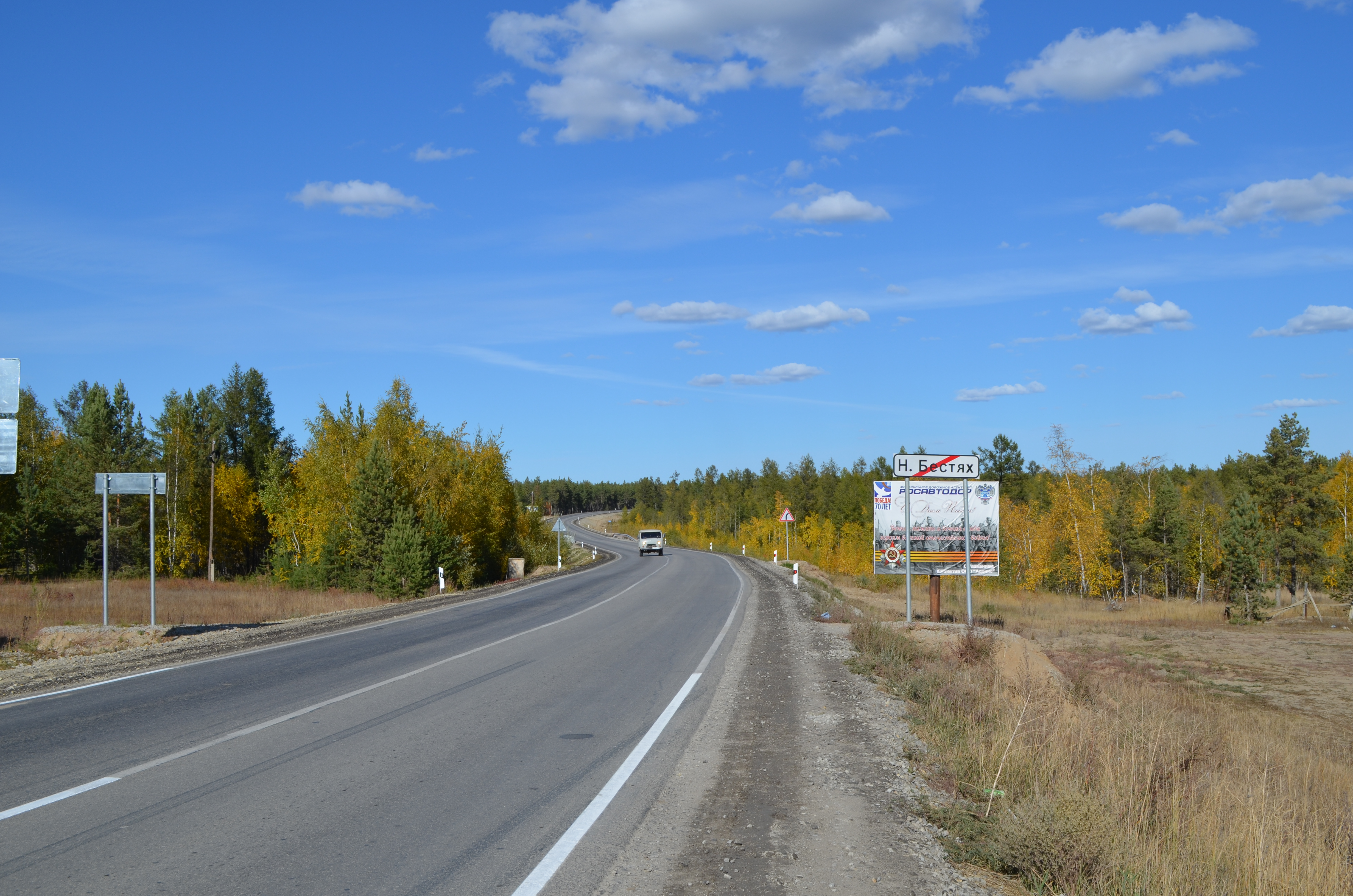
La strada Kolyma oggi nei pressi di Nižnij Bestjach

In connessione con lo sviluppo del settore minerario in Siberia, nel 1920, il governo sovietico iniziò a creare una rete di strade. Nel novembre del 1931 fu istituito a questo scopo il Dal'stroj (Trust di costruzione dell'estremo nord). Durante la colonizzazione della Siberia in epoca staliniana fu iniziata la costruzione della strada da Magadan a Ust'-Nera con i prigionieri del Sevvostlag. Nell'estate del 1932 furono commissionati i primi 30 km di strada e altri 90 km di strada in inverno. I restanti 1042 km fino a Ust'-Nera furono ultimati nel 1953. Alla fine del 1941, iniziarono i lavori sulla "pista di Chandyga" che porta a Yakutsk attraverso il villaggio di Chandyga.
Il tetro soprannome deriva da alcune leggende che vorrebbero la strada lastricata con una mistura di terra, ghiaia e ossa dei prigionieri morti durante la sua costruzione. Dopo il crollo della cortina di ferro e la dissoluzione dell'Unione Sovietica, la strada è stata percorsa per la prima volta da occidentali nel 1995, dai componenti della spedizione Mondo Enduro.

Inaugurata il 24 ottobre del 2008, dopo importanti lavori di riparazione nell'Ojmjakonskij ulus e la costruzione di numerosi ponti, la strada è stata ufficialmente aperta al movimento lungo l'intero corso dell'anno ed è un importante collegamento della Jakuzia al mare di Ochotsk. Nel 2012 è iniziata la costruzione del proseguimento della "Kolyma" verso Anadyr': il tratto "Omsukčan-Omolon-Anadyr'"

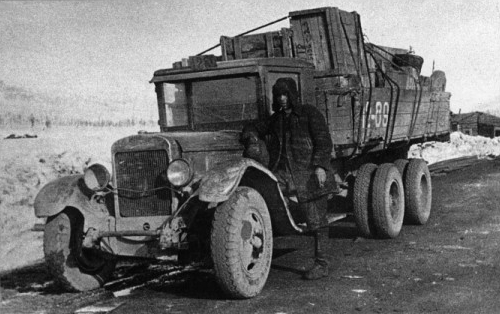
Foto sulla strada Kolyma, 1938